# Ачехская Википедия
Аче́хская Википе́дия (ачех. Wikipèdia bahsa Acèh) — раздел Википедии на ачехском языке. По состоянию на август 2011 года содержит 1530 статей, находится на 192 месте по количеству статей среди всех разделов Википедии и на седьмом месте по количеству статей среди Википедий на языках Индонезии. Начала свою работу 12 августа 2009 года.

## История
Ачехская Википедия начала свою работу в августе 2009 года. Создание Ачехской Википедии было вдохновлено разделами Википедии на других языках Индонезии — индонезийском, яванском, сунданском и баньюмасанском. Большую роль в открытии ачехского раздела сыграли Фадли Идрис (индон. Fadli Idris), координатор Сообщества блогеров Ачеха (индон. Komunitas Blogger Aceh), подавший в 2008 году заявку на открытие раздела, и австралийский лингвист Марк Дури (англ. Mark Durie), внёсший большой вклад в исследование ачехского языка.
В том же году в ачехской Википедии начал работать Аби Акзиа (индон. Abi Azkia), преподаватель богословия из Ламло (округ Пиди, провинция Ачех), внесший большой вклад в статьи на исламскую тематику. По словам Акзиа, ачехская Википедия пока сталкивается с определёнными трудностями в развитии, основные из них — низкий уровень знания ачехцами своего родного языка, а также отсутствие единого варианта ачехского алфавита. Тем не менее, по мнению Акзиа, ачехский раздел Википедии должен продолжать своё развитие, в целях сохранения и популяризации ачехского языка и культуры.
Сообществом ачехской Википедии было принято правило, согласно которому статьи в ней запрещено иллюстрировать изображениями женщин, за исключением изображения только женского лица или ладони. Такое ограничение основывается на законах Шариата, которых ревностно придерживаются мусульмане-ачехцы. Поэтому чтобы использовать изображение женщины в статье, в ачехской Википедии производится его обрезка.